# Frazão
Frazão ist ein Ort und eine ehemalige Gemeinde (Freguesia) im portugiesischen Kreis Paços de Ferreira. Die Gemeinde hatte 4260 Einwohner (Stand 30. Juni 2011).
Am 29. September 2013 wurden die Gemeinden Frazão und Arreigada zur neuen Gemeinde Frazão Arreigada zusammengeschlossen. Frazão ist Sitz dieser neu gebildeten Gemeinde.